# Francisco Ramos de Castro
Francisco Ramos de Castro (Madrid 1890 - Madrid 4 de novembre de 1963), 4 de novembre de 1963), periodista i dramaturg espanyol.

## Biografia
Va estudiar part del batxillerat en Toledo i el va concloure en Madrid, sent condeixeble de Ramón Gómez de la Serna. Es va dedicar a activitats diverses abans d'esdevenir en important autor teatral. La seva primera obra escènica va ser A ras de las olas, una tragicomèdia que va estrenar al Teatre Martín.
Va treballar com a periodista en El Parlamentario, La Acción, El Mentidero i La Nación, periòdic aquest on va estar molt estretament unit al seu director Manuel Delgado Barreto. Després de la guerra va col·laborar a Informaciones i Hoja del Lunes.
Va estrenar moltes obres, els títols passen del centenar, i va aconseguir èxits extraordinaris com ¡Pare usted la jaca amigo!, Viva Alcorcón que es mi pueblo i les sarsueles La del manojo de rosas i Me llaman la presumida.

## Obres

### Sarsuela i comèdia musical.
- A Ras de las olas, Sarsuela dramática, 1911
- Gol, aventura deportiva arrevistada, 1932. Música de Jacinto Guerrero
- Socorro en Sierra Morena, aventura cómico lírica, 1933. Música de Pablo Luna
- La del manojo de rosas, sainet líric, 1934. Música de Pablo Sorozábal
- Me llaman la presumida, sainet, 1935. Música de Francisco Alonso
- La boda del señor Bringas, o, Si te casas la pringas, sainet, 1936. Música de Federico Moreno Torroba
- La hechicera en Palacio. 1950. Música de José Padilla
- El tercer hombro, joguina còmica, 1951. Música de Jacinto Guerrero

### Teatre
- La flor de la serranía, 1911
- Pepa la pelotari, 1918
- La muerte del César, 1919
- El concejal, 1921
- Pare usted la jaca amigo, 1928
- ¡Mira que bonita era! 1929
- La maté porque era mía, 1932
- El niño se las trae. 1933
- La culpa fue de aquel maldito tango, 1934
- ¿Por qué te casas Perico? 1935
- Seviyiya, 1935
- Más bueno que el pan, 1936
- ¡Y vas que ardes! 1941
- El niño de hielo, 1948

## Premis
- 1950: Medalla del Cercle d'Escriptors Cinematogràfics al millor guió per La Revoltosa.[2]